# Rúa Uruguaiana
La Rúa Uruguaiana es una calle del centro de la ciudad de Río de Janeiro, Brasil. Se  inicia en el cruce con la Avenida Marechal Floriano y termina en el Largo da Carioca. En esta calle se levantan la Iglesia de Nuestra Señora del Rosario y San Benito así como el mercado popular de Uruguaiana y la entrada para la estación Uruguaiana del metro. 
El nombre original de la vía era "rúa da Vala" por haberse formado siguiendo el trayecto de una "vala" (en españo: "Zanja") que había sido construida en el siglo XVII por los monjes franciscanos para drenar el desborde de la laguna de Santo Antonio (que se ubicaba en el sitio del actual Largo da Carioca) hacia el mar a través del abra entre los morros de Conceição y de São Bento. El nombre de la vía cambió al actual en 1865 en conmemoración a la recuperación brasileña de la ciudad homónima durante la guerra de la Triple Alianza.
En 1994, el alcalde César Maia inauguró en la calle el Mercado popular de Uruguaiana (el popular "camelódromo da Uruguaiana") para albergar a los vendedores ambulantes de la zona. Debido a la venta de productos piratas y contrabando, la zona suele recibir operaciones policiales.